# دک ناین
دک ناین (انگلیسی: Deck Nine) یک شرکت آمریکایی توسعه‌دهنده بازی ویدئویی می باشد که در وستمینستر، کلرادو مستقر است. این استدیو در سال ۱۹۹۷ توسط مارک لیونز و اسکات اتکینز تاسیس شد. از بازی های معروف این شرکت می توان به سری های لایف ایز استرنج و رچت و کلنک اشاره کرد.